# Priozersk
Priozersk (Russisch: Приозерск; Fins: Käkisalmi; Zweeds: Kexholm) is een stad in de Russische oblast Leningrad. Het ligt op de Karelische Landengte, bij de uitmonding van de noordelijke arm van de Vuoksi-rivier in het Ladogameer, 145 kilometer ten noorden van Sint-Petersburg. Er wonen ongeveer 20.000 mensen. Het is tevens de grootste plaats en bestuurlijk centrum van het gelijknamige gemeentelijke district. 
Priozersk is een relatief nieuwe naam. Vanaf de middeleeuwen stond de stad bij Russen bekend als Korela. Voor Finnen en Kareliërs heette het Käkisalmi. Volgens de Finse overlevering werd de plaats gesticht op een plaats waar een koekoek gehoord werd (käki betekent 'koekoek' in het Fins).
Priozersk heeft een station aan de spoorlijn Sint-Petersburg-Hiitola. Veel mensen uit Sint-Petersburg hebben in de buurt van Priozersk een datsja.

## Geschiedenis
In de kronieken van Novgorod komt de naam Korela voor het eerst voor in 1143, in Zweedse kronieken pas in 1294. In de 13e eeuw werd om de stad een vesting gebouwd. In de 14e eeuw werd Korela genoemd als de tweede stad van de Republiek Novgorod.

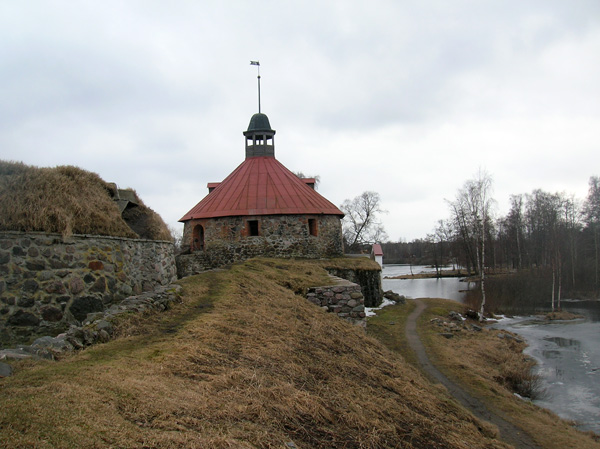
Deel van de vesting

Gedurende twee periodes was Korela in Zweedse handen (Finland maakte deel uit van Zweden): van 1580 tot en met 1597 en van 1611 tot 1721. Tijdens de Zweedse overheersing werd de vesting Keksholm/Kexholm genoemd. Toen in 1721 het gebied na de Grote Noordse Oorlog in Russische handen kwam, bleef men de naam Keksholm aanhouden; alleen werd het lichtelijk aangepast tot Keksgolm (Кексгольм), aangezien het Russische alfabet geen letter 'h' kent.
Toen Rusland heel Finland in 1812 aan haar rijk toevoegde, werd het gebied samengevoegd met de rest van Finland, en zodoende onderdeel van het Groothertogdom Finland. Toen Finland in 1917 onafhankelijk werd, was de stad deel van Finland. In 1940, na het einde van de Winteroorlog, werd de stad, met de Vrede van Moskou weer deel van de Sovjet-Unie. De Finnen heroverden, samen met de Duitsers, het gebied in 1941 tijdens de Vervolgoorlog, maar sinds 1944 is het definitief in Russische handen. 
Veel voormalige Finse plaatsen kregen na de oorlog een Russische naam; zo kreeg de stad in 1948 zijn huidige naam Priozersk. De Sovjets voerden een actieve immigratiepolitiek (mensen vanuit de hele Sovjet-Unie werden aangemoedigd zich hier te vestigen); hierdoor werd het gebied langzamerhand steeds Russischer en steeds minder Fins/Karelisch.
De muren en torens van de Korela-vesting staan er nog steeds.
Bestuurlijk centrum: Sint-Petersburg (geen onderdeel van de oblast)

Steden: Boksitogorsk · Gatsjina · Ivangorod · Kamennogorsk · Kingisepp · Kirisji · Kirovsk · Kommoenar · Ljoeban · Lodejnoje Pole · Loega · Nikolskoje · Novaja Ladoga · Otradnoje · Pikaljovo · Podporozje · Primorsk · Priozersk · Sertolovo · Sjasstroj · Sjlisselburg · Slantsy · Sosnovy Bor · Svetogorsk · Tichvin · Tosno · Volchov · Volosovo · Vsevolozjsk · Vyborg · Vysotsk

Stedelijke districten: Sosnovy Bor

Gemeentelijke districten: Boksitogorski · Gatsjinski · Kingiseppski · Kirisjski · Kirovski · Lodejnopolski · Loezjski · Lomonosovski · Podporozjski · Priozerski · Slantsevski · Tichvinski · Tosnenski · Volchovski · Volosovski · Vsevolozjski · Vyborgski